# HMS Naiad (93)
L'HMS Naiad (Pennant number 93), terza nave da guerra britannica a portare questo nome, è stata un incrociatore leggero classe Dido della Royal Navy. Venne impostata nei cantieri Hawthorn Leslie and Company il 26 agosto 1937, varata il 3 febbraio 1939 ed entrò in servizio il 24 luglio 1940 in piena seconda guerra mondiale.

## Servizio

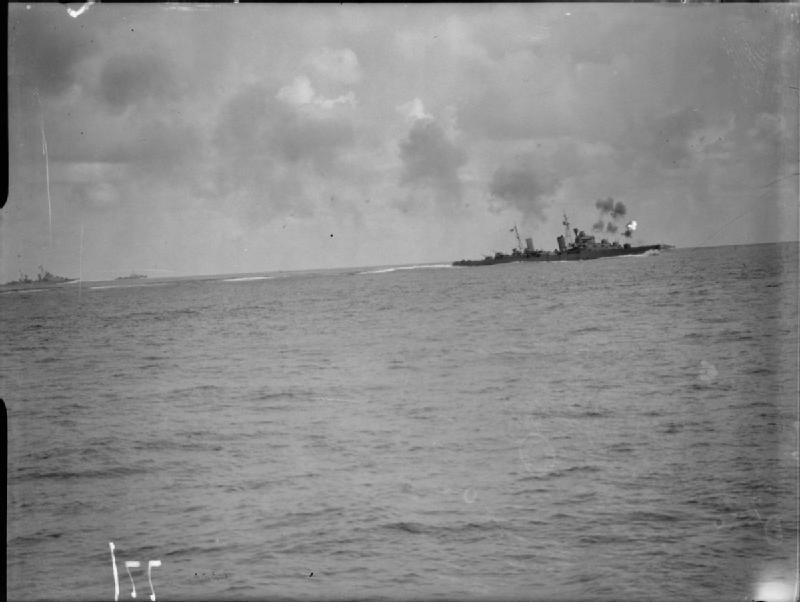
La Naiad apre il fuoco su un aereo nemico con i cannoni di prua durante un'operazione nel Mediterraneo

Appena entrata in servizio la Naiad venne assegnata al 15º Squadrone Incrociatori della Home Fleet con compiti di protezione dei convogli. Nel novembre 1940 partecipò alla caccia all'incrociatore Admiral Scheer che aveva affondato l'incrociatore ausiliario Jervis Bay. Tra dicembre e gennaio scortò convogli diretti a Freetown, in Sierra Leone, tornando nel Mare del Nord alla fine del gennaio 1941 dove avvistò gli incrociatori da battaglia tedeschi Scharnhorst e Gneisenau a sud dell'Islanda, perdendoli dopo poco a causa del cattivo tempo. Tra febbraio e marzo la Naiad rimase in cantiere per riparazioni ai danni subiti a causa della violenza del mare nelle missioni precedenti.
Tornata in servizio in aprile, venne assegnata alla Mediterranean Fleet con base ad Alessandria d'Egitto, dove giunse scortando un convoglio di carri armati denominato Operazione Tiger. Venne quindi assegnato alla Forza H, con compiti di scorta ai convogli diretti a Malta. Nel mese di maggio operò prevalentemente nella zona di Creta, scortando i convogli diretti sull'isola e schierandosi a nord della stessa per bloccare enventuali convogli di invasione. Il 21 maggio venne danneggiata lievemente da schegge durante un attacco aereo mentre si trovava a nord di Creta insieme agli incrociatori Calcutta e Carlisle oltre ai cacciatorpediniere Kandahar, Kingston e Nubian. Il giorno seguente attaccò un convoglio italiano a sud di Milo, affondando due navi. Successivamente venne fatta oggetto di un violento attacco aereo durante il quale vennero lanciate contro la Naiad 181 bombe che danneggiarono gravemente la nave mettendo fuori uso due torrette e riducendo la velocità a 16 nodi.
Al termine delle riparazioni partecipò all'operazione Exporter in appoggio alle operazioni militari in Siria. Il 22 giugno affrontò insieme all'HMNZS Leander i cacciatorpediniere Guepard e Valmy della Francia di Vichy. Dopo essere state prese di mira dalle batterie costiere le navi abbandonarono l'inseguimento. Nel mese di novembre partecipò ad operazioni di supporto all'Ottava Armata bombardando le posizioni italiane e tedesche nella zona del Passo di Halfaya.
Nel mese di dicembre la Naiad partecipò alle operazioni per rifornire Malta durante la quale, il 17 dicembre, si ebbe uno scontro minore con la flotta italiana denominato Prima battaglia della Sirte. Durante l'ingresso della Forza C di ritorno da questa missione nel porto di Alessandria gli incursori italiani della Xª MAS approfittarono del sollevamento degli sbarramenti per entrare in porto e colpire le navi da battaglia Queen Elizabeth e Valiant danneggiandole gravemente.
Il 10 marzo 1942 si trovava insieme agli incrociatori Dido ed Euryalus con il compito di intercettare un convoglio italiano diretto a Tripoli. Venne successivamente segnalato un incrociatore italiano danneggiato in zona e la Naiad ne andò alla ricerca. Rivelatasi falsa l'informazione la nave fece rotta per Alessandria, venendo però colpita sulla via del ritorno dall'U-Boot U-565 al largo di Sollum. La nave si capovolse e affondò in 35 minuti causando la perdita di 86 marinai.